# Sigfrit Steiner
Sigfrit Albert Steiner, född 31 oktober 1906 i Basel i Schweiz, död 21 mars 1988 i München i Tyskland, var en schweizisk skådespelare. 

## Filmografi i urval
- 1938 – Skyttesoldat Wipf
- 1945 – Sista chansen
- 1958 – Brott på ljusa dagen
- 1977 – Heinrich
- 1978 – Jakten på nazistguldet
- 1979 – Die Buddenbrooks (Miniserie)
- 1986 – Duet for One